# April Telek
April Telek est une actrice canadienne, née le 29 avril 1975.

## Biographie
Telek est née et a vécu dans le North Shore de Vancouver, en Colombie-Britannique. Au Japon, elle a poursuivi une carrière de top model et a remporté le contrat cosmétique de la marque Shiseido pour l'Asie en 1989-1990. En avril 1994, elle remporte le titre de Miss Canada, pour ensuite représenter le Canada dans différents concours internationaux. Elle est connue pour avoir joué le rôle de Denise dans Mr. Troop Mom de George Lopez.
April Telek a aussi remporté le prix de meilleure actrice dans un film ou une série télévisée au Festival international du film de Vancouver en 2010 pour sa performance en tant que Jana dans Amazon Falls de Lana Clarkson. En juin 2011, April Telek gagne un Leo Award, comme meilleure actrice dans un rôle principal, toujours pour Amazon Falls.

## Vie privée
April Telek est mariée avec Jamie Campbell, et est mère d'une fille qu'elle a eu lors d'une précédente relation avec Joe LaCiascia.

### Affaire Nygård
En 2020, après que Peter Nygård a été accusé de trafic sexuel d'enfants, April Telek a témoigné dans l'émission canadienne The Fifth Estate de CBC qu'elle avait été violée par Nygård. Elle a allégué qu'en novembre 1993, elle avait été contactée pour être la mannequin d'une nouvelle ligne de vêtements de Nygård International à Winnipeg. Elle a déclaré que lors de l'entretien qui s'est déroulé dans la chambre d'hôtel de Nygård, ce dernier s'est dénudé et lui a demandé une fellation. Après qu'elle a refusé, il l'a violée à plusieurs reprises.

## Filmographie
Sauf indication contraire, les informations mentionnées dans cette section peuvent être confirmées par les bases de données cinématographiques  présentes dans la section « Liens externes ».

### Cinéma
- 1995 : Downhill Willie de David Mitchell : Samantha
- 1995 : Les Disparues du pensionnat de Michael Robison : Gwendolyn
- 1997 : Hardball de George Erschbamer : Fiona
- 1997 : Masterminds de Roger Christian : Sexy girl
- 1997 : Excess Baggage de Marco Brambilla : une journaliste
- 1997 : When Danger Follows You Home de David E. Peckinpah : Pam
- 1998 : Letting go de Brendan Ferguson : la réceptionniste
- 1999 : Y2K de Dick Lowry : Chloe
- 1999 : Freeway 2 de Matthew Bright : Mme. Wilson
- 1999 : My Father's Angel de Davor Marjanović : ?
- 1999 : Little Boy Blue de J. David Gonella : la caissière Hotty
- 2000 : Les embrouilles de Will de Larry Karaszewski et Scott Alexander : une journaliste
- 2001 : Seeking Winonas de Dave Shaw : Winona #1
- 2001 : Camouflage de James Keach : Stage woman
- 2001 : Replicant de Ringo Lam : une victime
- 2004 : Man without a name de Don Knodel : Martina Schick
- 2004 : Tolérance Zéro de Kevin Bray : une serveuse du casino
- 2005 : La Voix des morts de Geoffrey Sax : la secrétaire de John
- 2005 : The Brotherhood 4 : The Complex de David DeCoteau : Capitaine Arabella Morrissey
- 2006 : Gray Matters de Sue Kramer : Lana Valentine
- 2010 : Amazon Falls de Katrin Bowen : Jana
- 2013 : Midnight Rider de ? : Belinda Chaney
- 2013 : Leap 4 Your Life de Gary Hawes : Maureen
- 2021 : Comme Cendrillon 6 : Graine de star (A Cinderella Story: Starstruck) de Michelle Johnston : Valerian
- 2025 : Destination finale : Bloodlines de Zach Lipovsky et Adam B. Stein : Brenda Campbell

### Télévision

#### Téléfilms
- 1995 : Deadlocked : Escape from Zone 14 de Graeme Campbell : une chanteuse blonde
- 1996 : Jalousie maternelle de Colin Bucksey : Marlee
- 1996 : La falaise maudite (en) de Mark Sobel : une agent de bord
- 1997 : Double écho de Charles Correll : le flirt de Stu
- 1997 : Le réveil du volcan (en) de Graeme Campbell : Brenda Webb
- 1997 : Dead Man's Gun de Neill Fearnley : Brittany
- 1997 : Papa craque (en) de Neal Israel : une fille en bikini
- 1997 : Danger de mort de David E. Peckinpah : Pam
- 1998 : Voyage of Terror (en) de Brian Trenchard-Smith : Rhonda Rowan
- 2000 : Le Prix de l'éternité de David Jackson : Emma Baker
- 2003 : Avant de te dire adieu de Michael Storey : Arlene Barron
- 2004 : Michael Jackson : Du rêve à la réalité de Allan Moyle : Debbie Rowe
- 2005 : Behind the Camera: The Unauthorized Story of Mork & Mindy de Neill Fearnley : une femme dans le bungalow 5 au Château Marmont
- 2005 : Third Man Out (en) de Ron Oliver : Alice Savage
- 2005 : Le plus beau jour de l'année (en) de Farhad Mann : Sarah
- 2006 : Flight 93 de Peter Markle : Lyz Glick
- 2009 : Petits meurtres entre voisins de Terry Ingram : Maria
- 2009 : Un papa très spécial (en) de William Dear : Denise
- 2009 : Health Nutz de Tony Dean Smith : la femme allemande
- 2010 : La Digne Héritière de Mark Griffiths : Marie
- 2011 : Mon fils a disparu de Gary Harvey : Elle
- 2012 : Appelez-moi DJ Rebel de Peter Howitt : Delilah
- 2012 : Une vie à reconstruire de Mark Jean : Cami
- 2012 : L'amour en 8 leçons de Mark Griffiths : Meredith
- 2012 : La Parade de Noël de Ron Oliver : Donna
- 2013 : Christmas Bounty de Gil Junger : Gale Bell
- 2013 : La Femme la plus recherchée d'Amérique de Grant Harvey : Mimi
- 2013 : L'Ombre du harcèlement de Mark Tonderai : Anita
- 2013 : La Boutique des secrets : Mystère à Glenwood de Peter DeLuise : la vendeuse de la vente de garage
- 2014 : Le Sourire du tueur de Rick Bota : Wanda
- 2014 : La Lettre au Père Noël : de Kevin Fair : Mlle Hodges
- 2014 : Opération Père Noël (en) de Savage Steve Holland : Natasha
- 2015 : Les Dessous de Beverly Hills, 90210 de Jefrey Roda : la directrice de casting
- 2016 : Amour & vignobles de Jason Bourque : Nancy Spencer
- 2016 : Unclaimed (en) de Rachel Talalay : Roxy
- 2016 : La Mariée de Noël de David Winning : Darcy
- 2017 : La Boutique des secrets : Une passion meurtrière de Neill Fearnley : Anne McNary
- 2018 : Aurora Teagarden : Meurtre cousu-main de Terry Ingram : Nicole Wilson
- 2018 : Un fiancé à louer pour Noël de Allan Harmon : Erica Fielding
- 2019 : Un chien pour deux de Ellie Kanner : Donna
- 2019 : Un rôle sur mesure pour Noël de Jeff Beesley : la mère d'Emily
- 2019 : Une histoire d'amour à Noël de David Weaver : Maureen
- 2020 : La Boutique des secrets : Crimes aux enchères de Neill Fearnley : Irene
- 2020 : Chris Watts: Confessions of a Killer de Michael Nankin : Amber
- 2020 : Picture Perfect Mysteries: Exit, Stage Death de Ron Oliver : Sara Khan
- 2020 : Christmas She Wrote de Terry Ingram : Amy
- 2021 : Peggy Sue Thomas, la scandaleuse d'Ashley Williams : Janice
- 2021 : Time for Them to Come Home for Christmas de Peter Benson : Roberta
- 2022 : Cut, Color, Murder de Stacey N. Harding : Olivia Stevens
- 2022 : Coup de foudre arrangé de Jeff Beesley : Sheila
- 2022 : Un shérif pour Tara de Peter Benson : Kendra
- 2023 : Coup de foudre en livraison de Ken Friss : Michelle Woodford
- 2023 : A Picture of Her de Michael Robinson : Claire
- 2023 : Big Sky River: The Bridal Path de Peter Benson : Kendra
- 2023 : A World Record Christmas de Jason Bourque : Jane Gulsvig
- 2024 : Gilded Newport Mysteries: Murder at the Breakers de Terry Ingram : Tante Alice
- 2025 : Reality Bites: A Hannah Swensen Mystery de Kevin Leslie : Connie Mac

#### Séries télévisées
- 1995 : The Marshal (en) : Verona (saison 2, épisode 7)
- 1996 : Sliders : Les Mondes parallèles : Honey Sue (saison 2, épisode 4)
- 1996 : Highlander : Roxanne (saison 5, épisode 5)
- 1996 - 1997 : Viper : 
  - Amanda (saison 2, épisode 4)
  - une hôtesse (saison 2, épisode 21)
- 1996 - 1999 : Au-delà du réel : L'aventure continue : 
  - Lucy, jeune (saison 2, épisode 17)
  - Shirley Baxter (saison 5, épisode 9)
- 1996 - 1999 : Millennium : 
  - Calamité <slmall>(saison 1, épisode 1)
  - Elizabeth « Liddy » Hooper (saison 3, épisode 20)
- 1997 : La Loi Du Colt (en) : Brittany (saison 1, épisode 1)
- 1997 : Madison (en) : Daisy Lamont (saison 5, épisode 2)
- 1997 - 1998 : Super Dave's All Stars (en) : une participante
- 1998 : The Sentinel : Susan Tanner (saison 3, épisode 21)
- 1998 : Sleepwalkers : Chasseurs de rêves : Kimberly Daniels (saison 1, épisode 7)
- 1998 : Cold Squad, brigade spéciale : Doreen Norlan (saison 2, épisode 4)
- 1998 : Traque sur Internet : Gerta (saion 1, épisode 14)
- 1999 : The Crow : Lily (saison 1, épisode 20)
- 1999 : TV business (en) : Fran (saison 1, 3 épisodes)
- 1999 : La Nouvelle Famille Addams : Alex Banning (saison 1, épisode 31)
- 2000 : Les Prédateurs : Alissa Dunlap (saison 2, épisode 18)
- 2000 : Secret Agent Man : 
  - Charlene (saison 1, épisode 3)
  - Lucy (saison 1, épisode 8)
- 2000 : Hollywood Off-Ramp : Le Petit Chaperon Rouge coquin (saison 1, épisode 26)
- 2000 - 2001 : L'Invincible : Dr. Sara Beckman
- 2001 : First Wave : Gibson (saison 3, épisode 19)
- 2002 : Special Unit 2 : Mlle Compréhension (saison 2, épisode 12)
- 2002 : Body & Soul : Shoshana Cerf Blanc (saison 1, épisode 4)
- 2004 : Dead Like Me : Elvira (saison 2, épisode 15)
- 2004 : 5 jours pour survivre : Dottie Sikorski (non-crédité - 3 épisodes)
- 2005 : Stargate SG-1 : Sallis (saison 9, épisode 2 et 3)
- 2005 : Young Blades (en) : Isabelle (saison 1, épisode 7)
- 2006 : Le Messager des ténèbres : Darla Gunn (saison 3, épisode 2)
- 2006 : Whistler : Rose (saison 1, épisode 11)
- 2007 : The L Word : Nell (saison 4, épisode 3)
- 2007 : Deux Princesses pour un royaume : une prostituée (saison 1, épisode 1)
- 2007 - 2008 : Robson Arms (en) : Sasha Kowalski (saisons 2 et 3, 4 épisodes)
- 2007 - 2008 : Aliens in America : Leslie Becker (3 épisodes)
- 2008 : Men in Trees : Leçons de séduction : Pushy Broad (saison 2, épisode 14)
- 2009 : Le Diable et moi : Phyllis (saison 2, épisode 10)
- 2010 : Shattered : Donna Bishop (saison 1, épisode 1)
- 2011 : Endgame : Lilly Palmera (saison 1, épisode 2)
- 2011 : Health Nutz (en) : l'allemande (saison 1, épisode 6)
- 2011 : L'Heure de la peur : l'animatrice télé (saison 2, épisode 7)
- 2011 - 2012 : Hell on Wheels : L'Enfer de l'Ouest : Nell (saison 1 et 2)
- 2011 - 2016 : Supernatural : 
  - Darla (saison 6, épisode 18)
  - Etta Fraser (saison 11, épisode 19)
- 2014 : Strange Empire (en) : Constance Fogg (4 épisodes)
- 2014 - 2017 : Rogue : Donna (saison 2 à 4)
- 2017 : Frequency : Christa Hurley (saison 1, épisodes 10 et 12)
- 2017 : Date My Dad (en) : Claire (saison 1, épisodes 7 et 10)
- 2018 : Sacred Lies (en) : Dawn Matthews (saison 1, épisodes 1 à 3)
- 2019 : Projet Blue Book : Dorothy York (saison 1, épisode 7)
- 2021 : Chabracadabra (en) : Sneak
- 2022 : Phantom Pups : En chair et en os ? : la mère (saison 1, épisodes 1 et 3)
- 2023 : Fire Country : Dolly (saison 1, épisode 11)
- 2025 : Tracker : Magic Marlene (saison 2, épisode 17)

### Jeu vidéo
- 2016 : Dead Rising 4 : les survivantes